# Noaptea monștrilor
Noaptea monștrilor (engleză: Night of the Creeps) este un film de groază din 1986 scris și regizat de Fred Dekker. În rolurile principale sunt Tom Atkins, Jason Lively și Jill Whitlow. Acțiunea filmului se învârte în jurul unui grup de zombi (titlul face referire la Noaptea morților vii), având elemente de filme slasher.

## Prezentare
Pregătirile pentru balul de sfârșit de an sunt în toi. Chris vrea s-o curteze pe Cynthia. După cei doi ajung mai apropiați descopetă un cadavru mutilat în tufișufi. În 1959, un experiment extraterestru se prăbușește pe Pământ și infectează un membru al unei frății. Aceștia îngheață corpul, dar, în zilele noastre, doi tocilari dezgheață accidental cadavrul care începe să infecteze cu paraziți studenții din campus care se transformă în zombie ucigași. Zeci de "creepi" ies din capul cadavrului fiind însetați de sânge.
Chris și Chyntia își dau seama că făpturile vizează doar pafticipanții de la bal. Cei doi descoperă că monștrii se tem de foc. Începe o luptă inegală și disperată.

## Actori
- Jason Lively este Chris Romero, numit după George A. Romero
- Jill Whitlow este Cynthia Cronenberg, numită după David Cronenberg
- Tom Atkins este Ray Cameron, numit după James Cameron
- Steve Marshall este James Carpenter "J.C." Hooper, numit după John Carpenter și Tobe Hooper
- Wally Taylor este Dt. Landis, numit după John Landis
- Bruce Solomon este Sgt. Raimi, numit după Sam Raimi
- David Paymer este tânărul om de știință
- Robert Kino este Mr. Miner, numit după Steve Miner

## Coloana sonoră
1. Main Title (3:32)
2. The Axe Man Cometh (1:15)                                                                  
3. I'm Your Bud (:37)
4. Cylo Lab/It's Alive (2:42)
5. Thrill Me's Dream (:53)
6. Cindy's Scream (3:43)
7. Done With An Axe (:33)
8. Screaming Like Banshees (1:23)
9. Zombie Cat/Zombie (:27)
10. The Bathroom Stall (2:38)
11. Will You Go With Me? (1:12)
12. I Took My Twelve Gauge/Return Of The Axe Man (2:15)
13. I Already Killed You (2:06)
14. What's The Tux For?* (1:08)
15. J.C.'s Last Note (3:10)
16. Zombie Dog/Turned Over Bus/Zombies Break Out (1:40)
17. March Of The Zombies (5:42)
18. The Count Down* (3:12)
19. End Credit Suite (4:18)
Bonus Tracks:
20. The Bathroom Stall (no overlay) (2:38)
21. The Count Down – not used in final film (3:39) 
22. Smoke Gets In Your Eyes - The Platters (2:40)
23. The Stroll - The Diamonds (2:30)
24. Nightmares - C-Spot Run (4:39)
25. Solitude (arr. Barry DeVorzon) (4:08)
26. An Interview with Barry DeVorzon (8:46)